# Burići (Kanfanar)
Burići is een plaats in de gemeente Kanfanar in de Kroatische provincie Istrië. De plaats telt 81 inwoners (2001).